# Historia precolombina de Chile
Chile prehispánico, antes denominado prehistoria de Chile, es el periodo de la historia de Chile que abarca desde la llegada de los primeros habitantes al actual territorio continental chileno —al menos desde 16 000 a. C.— hasta la expedición de Diego de Almagro, que ingresó por Copiapó el 21 de marzo de 1536. Esta fecha marca el inicio de la ocupación española, aunque en 1520 Fernando de Magallanes ya había navegado por el extremo sur de Chile.

## Teorías de poblamiento americano

### La última glaciación
El último periodo glacial o última edad de hielo es el último período más o menos reciente en la historia de la Tierra en el cual extensas zonas de la superficie terrestre fueron ocupadas por casquetes de hielo, el clima se enfrió a nivel global, lo cual afectó incluso a zonas tropicales y provocó una regresión marina que disminuyó la superficie de océanos y mares. Las principales zonas cubiertas por hielo fueron los Andes patagónicos, Fenoscandia, Nueva Zelanda, los Alpes, el norte de la Cordillera norteamericana, la zona de los grandes lagos, incluido todo el este de Canadá, Islandia, las Islas Británicas, además de Groenlandia y la Antártida que retienen sus glaciares desde entonces. Producto de esta glaciación algunas zonas, hoy en día áridas, tuvieron mayores precipitaciones, como es el caso del Altiplano. El último periodo glacial empezó hace unos 110 000 años y tuvo su apogeo hace unos 20 000 años. Tuvo un colapso drástico hace unos 10 000 años.
Entre Asia y América, al reducirse el nivel de sus aguas, el estrecho de Bering se convirtió en «puente de Bering» o «puente de Beringia». Lleva ese nombre en honor del navegante Vitus Jonassen Bering (Dinamarca, 1681-1741), quien exploró esos mares con ayuda de los zares de Rusia.
Los científicos afirman que el «puente de Beringia», en condiciones de ser transitado por hombres y animales, duró un breve período geológico. En su primera etapa, unos 4000 años y, en su segunda etapa, unos 15 000 años. Ese puente de tierra tenía una longitud de 75 km y un ancho máximo de 1500 km. Esas magnitudes son más características de un istmo, pero los científicos mantienen la denominación de «puente» por su significado de «unión» entre ambos continentes.
Durante 19 000 años, los grupos primitivos del Asia tuvieron la oportunidad de cruzar el «puente de Beringia». Ese tiempo fue suficiente para que los primeros grupos humanos y otras especies procedentes de Asia llegaran al norte de América.
Los niveles de las costas de entonces, hoy sumergidos, estaban casi 100 metros más abajo del actual nivel del mar.

### Teoría oceánica de Paul Rivet
Existen varias teorías sobre el poblamiento americano. Una de ellas  es la de Paul Rivet,  quien plantea que el hombre llegó a América desde varios lugares:
- Desde Asia, a través del estrecho de Bering.
- Desde Australia, atravesando el sur del océano Pacífico por un puente antártico hasta llegar a Sudamérica.
- Desde la Polinesia y Melanesia, atravesando el Pacífico en balsas, poblando Centroamérica.[nota 4]

Con el tiempo, estos habitantes se transformaron en diversos grupos que poblaron Chile de norte a sur.

## Paleoíndio

### Zona norte

#### Cultura Chinchorro
La cultura Chinchorro fueron un grupo de pescadores que habitaron la costa del desierto de Atacama entre el 7020 al 1500 a. C., desde Ilo (Perú) por el norte hasta Antofagasta (Chile) por el sur, estableciéndose en la actual ciudad de Arica y el valle de Camarones. Destaca entre otros grupos de cazadores recolectores tempranos por sus excepcionales ritos funerarios, siendo los primeros, a nivel mundial, en momificar artificialmente a sus muertos. Sus momias son las más antiguas del mundo y aún tienen ADN que está siendo revisado.

#### Quebrada Maní
Investigadores publicaron en el año 2013 un artículo en la revista Quaternary Science Reviews titulado "Late Pleistocene human occupation of the hyperarid core in the Atacama Desert, northern Chile", donde concluyen que las trazas de este asentamiento humano podrían tener unos 12.790 años de antigüedad. Las excavaciones se han llevado a cabo en la quebrada Maní, cerca de Iquique, y se han encontrado más de 1000 artefactos, como puntas de proyectiles, raspadores de piedra, cuchillos, conchas marinas, fogones y huesos de camélidos con marcas de cortes. Este nuevo hallazgo arqueológico en el desierto de Atacama, que se complementa con otros, como el de Monte Verde en el sur de Chile, podría terminar con la tradicional teoría Clovis, la que postula que el ser humano habría cruzado el estrecho de Bering hace unos 14.000 años.

#### Mina más antigua de América
En 2008, Diego Salazar y un grupo de investigadores de la Universidad de Chile descubrieron una antigua mina en la quebrada San Ramón, al norte de Taltal. En el 2009 los restos encontrados y las cotas analizadas arrojaron su data: entre 10 y 12 mil años de antigüedad.
El 20 de mayo de 2011, la revista Current Archeology confirmó el hallazgo: el yacimiento encontrado es la mina más antigua de América, y según Conicyt es una de las investigaciones más importantes realizadas en Chile durante el 2010. Se trata de una mina de óxido de hierro, mineral de altísimo valor en la época, pues se usaba para realizar pinturas con fines ceremoniales en los cuerpos de los difuntos y para ornamentar objetos.

Su hallazgo revoluciona la concepción que teníamos de los indígenas que habitaron el área [refiriéndose a la cultura huentelauquén que habitó la zona entre lo que hoy es Los Vilos y Antofagasta hace entre 9000 y 12 000 años]. Hoy solo tenemos rocas y huesos pintados, por lo que los próximos pasos serán determinar con qué indígenas intercambiaban el material y detallar cómo era usado por los mismos indígenas.
Daniel Salazar al periódico La Tercera

Su cultura siempre fue concebida como la de una sociedad básica que recolectaba y pescaba en la costa del norte de Chile. Sin embargo, el tamaño de la mina y la cantidad de extracciones que eran capaces de hacer cambiaron esta creencia.

### Zona Central

#### La laguna de Tagua Tagua
De acuerdo a estudios de polen realizados en la zona de la Laguna de Tagua Tagua, se estableció que, en gran parte del Pleistoceno superior, predominaba un clima más frío que el actual, con una cubierta arbórea representada por especies del bosque valdiviano como coigües, robles y lengas. Alrededor de hace 10 000 años, disminuye la formación del parque de coníferas por aumento de la temperatura.
El humano se asentó en esta zona hace aproximadamente 12 000 años.
Se creía que eran los más antiguos pobladores de las tierras que forman el actual territorio chileno; sin embargo, posteriormente las investigaciones realizadas por Tom Dillehay en el ya famoso sitio paleoíndio de Monteverde, en las cercanías de Puerto Montt, han determinado que la datación basal de este otro sitio es de aproximadamente 14 800 años antes del presente sitúan a esa zona como el asentamiento humano más antiguo de Chile (Tagua Tagua bordea los 11 000 años antes del presente), e incluso como uno de los más tempranos del continente americano.
Estos primeros cazadores americanos, a quienes los arqueólogos han llamado “paleoíndios”, así como al estadio de desarrollo cultural que los describe, se ubicaron en Tagua Tagua para acechar y cazar a estos grandes animales que quedaban entrampados en los pantanos del lugar, para lo cual utilizaron una sencilla pero eficiente tecnología como grandes bloques de piedra y lanzas armadas con filosas puntas de proyectil de cuarzo finamente talladas.
Hace 12 500 a. C. llegaron al Valle de Tagua Tagua los primeros pueblos cazadores recolectores siguiendo el rastro de grandes animales como mastodontes, caballos americanos y ciervos de los pantanos. El cambio climático debido al fin de la última Glaciación, el progresivo avance en la utilización de técnicas de cultivo y la domesticación de animales permitieron la paulatina sedentarización de estos pueblos, que se establecieron en el curso de los ríos y en los valles formados por la cordillera de la costa, para cultivar maíz, porotos, quínoa y zapallo, y para aprovechar la variedad de peces y mariscos que les otorgaba el mar y las maderas de las quebradas costeras plenas de arrayanes, boldos, canelos, maquis y peumos.
Esta laguna, que se situaba a 4,73 km al sur de San Vicente, fue desecada en el siglo XIX, encontrándose restos de animales prehistóricos como mastodontes, caballos americanos y sapos gigantes. Hasta hace muy poco se creía que era el lugar de ocupación humano más temprano de Chile (9500 a. C.), pero se encontró el ya citado de Monteverde, cerca de Puerto Montt, que era 1500 años más temprano (11 000 a. C.). Arqueólogos y Paleontólogos de todo el mundo han visitado los socavones del piso desecado de la laguna, haciendo importantes hallazgos.
Naturalistas, como Claudio Gay, visitaron la laguna haciendo estudios arqueológicos a pesar de no ser arqueólogos.
Alrededor del año 1833, Javier Errázuriz Sotomayor concibió un proyecto de desagüe parcial de la laguna, la que carecía de un desagüe natural, provocando inundaciones durante los años especialmente lluviosos. Los trabajos duraron cerca de diez años. Es posible que un súbito aumento del nivel de las aguas hubiese provocado que estas irrumpieran con fuerza en el túnel 34°27′50.47″S 71°10′0.35″O / -34.4640194, -71.1667639 que se estaba construyendo para tal efecto, el que, incapaz de contener la crecida, fue deshecho por ella dejando libre paso a sus aguas y desecando la laguna.

#### Los Vilos
En Los Vilos, en la denominada Quebrada de Quereo, fueron hallados restos óseos perteneciente a varias especies del género Mastodonte con una data de más de 12 000 años, así como asentamientos humanos que superan los 6000 años de antigüedad. El reconocido arqueólogo de la Universidad de Chile, Donald Jackson, a través de conferencias a escolares y público adulto, ha instado a generar conciencia acerca de la necesidad de proteger el patrimonio arqueológico y antropológico existente en este lugar.

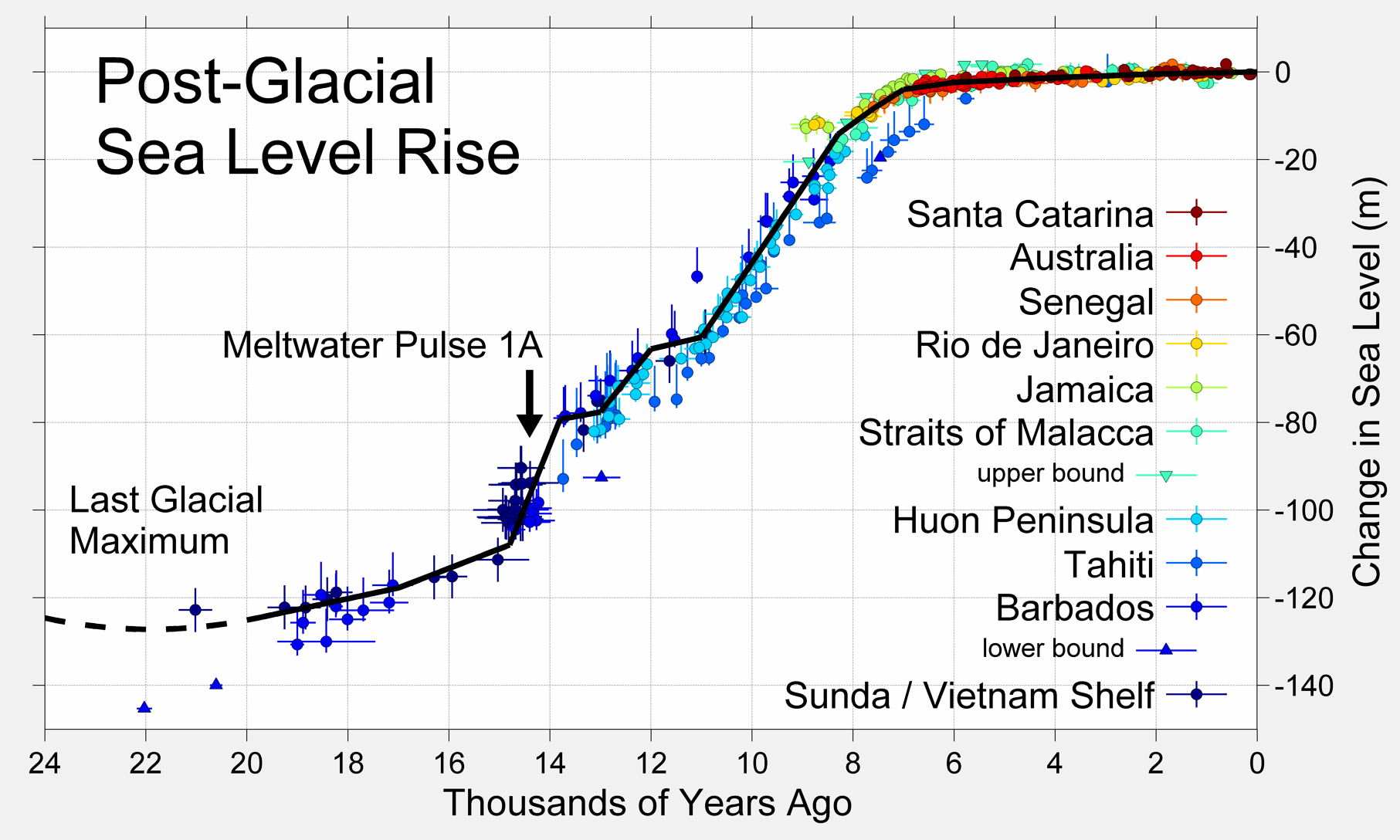
Hace 10 000 años el nivel del mar estaba 100 metros más abajo. Muchas de las ocupaciones de ese periodo quedaron debajo del mar

El Periodo Arcaico de América comenzó hace aproximadamente 10 mil años (8000 a. C.) con los inicios del Holoceno, es decir, cuando terminaron las glaciaciones y duró hasta el surgimiento de la civilización, representada por las culturas olmeca y maya en Mesoamérica, que se calcula hacia el 1500 a. C., o un milenio antes en lugares de Sudamérica como Caral, Perú. El grande protagonista de este periodo lo constituye la agricultura, que en América surge en tiempos similares al resto del planeta, es decir, antes del 6000 a. C. Alimentos fósiles de maíz, calabaza, patatas, animales domésticos y otros han sido encontrados en Mesoamérica y Suramérica con dataciones de hasta hace 10 mil años. Con el descubrimiento de la agricultura, los pobladores americanos comienzan el proceso de asentamiento definitivo y pasan del nomadismo milenario al sedentarismo, lo que les abre la vía al desarrollo de culturas más elaboradas que dieron paso a civilizaciones como la ya citada Olmeca y la peruana.
Hacia 1995, el registro arqueológico de los cazadores recolectores del  Holoceno tardío en Los Vilos se caracterizaba como ocupaciones que:

...adquieren un carácter intensivo, que se manifiesta en depósitos densos compuestos por una gran variedad de moluscos. Incluyen tanto bivalvos como gastrópodos, estos últimos frecuentemente fracturados, asociados a erizos y a varias especies de crustáceos. Reflejan una explotación intensiva de la biodiversidad malacológica del sistema intermareal ..
D.Jackson y colaboradores

En las terrazas litorales que rodeaban a Los Vilos, el ambiente se encuentra significativamente influenciado por el medio marino. Durante el Holoceno, su nivel cambió, pudiéndose establecer posterior a los 4000 a. C. el inicio de una serie de fluctuaciones menores hacia su posición actual. Estos cambios pueden estar relacionados con eventos climáticos denominados como Neoglaciales, o tiempos caracterizados por una menor temperatura y mayor pluviosidad.
Sitios de ocupación del Holoceno tardío son: el Cabo Tablas-Ñagué,Punta Penitente, Paso Inferior Conchalí. Punta Chungo, Los Cerrillos y la Quebrada de Quereo.
El nivel cultural Quereo III es un nivel de ocupación distinto en relación con las ocupaciones finipleistocénicas. En este nivel cultural holocénico tardío se identificó una industria principalmente constituida por el aprovechamiento de guijarros. En cuanto a la subsistencia, destaca el consumo de otáridos y ausencia de bivalvos.

 Llama la atención (...) la práctica ausencia de bivalvos, pelecípedos, peces y fauna terrestre. Es decir, no hay restos de explotación de playas arenosas, mientras que (...) habla a favor de prácticas de recolección de mariscos de rocas, en el ámbito de la desembocadura
L. Núñez

### Zona sur

#### Yacimientos de Monte Verde y Pilauco Bajo
Monte Verde (Puerto Montt)  es un importante yacimiento arqueológico descubierto en 1976. Es un asentamiento humano del pleistoceno tardío ubicado en la región de Los Lagos, en el sur de Chile. Es, con una edad de 14 800 años antes del presente, uno de los asentamientos humanos más antiguos descubiertos en toda América.
Hace 14 800 años, un pequeño grupo humano, denominado «cultura monteverdina», habitaba en las cercanías del río Maullín, en las inmediaciones de la actual ciudad de Puerto Montt. Sus restos arqueológicos fueron excepcionalmente bien conservados por causas naturales fortuitas que permitieron la formación del sitio.
En 1997, luego de la verificación de sus datos por un grupo de científicos, reconociéndolo como uno de los sitios más antiguos de América habitado por seres humanos que se haya podido verificar hasta el presente, el descubrimiento puso fin al consenso de Clovis que postulaba el poblamiento tardío del continente americano y dio sustento a ideas como la del poblamiento temprano.

##### Herramientas en Pilauco bajo
El 13 de febrero de 1986, a través del Diario Austral de Osorno, se informaba de la existencia de restos de un animal prehistórico, que se encontraron mientras se realizaban las excavaciones para construir un nuevo conjunto habitacional, en lo que hoy se conoce como Villa Los Notros, en el sector de Pilauco.
Las piezas encontradas correspondían a una mandíbula con parte de sus molares, una vértebra, una costilla y trozos no identificados del animal, que en esos momentos se presumía que correspondían a un mastodonte o un megaterio. Tendrían que pasar más de 20 años, para que un equipo de la Universidad Austral de Chile, encabezado por el doctor Mario Pino, informara que se trataba de un gonfoterio, el que además, se encontraba acompañado de una serie de elementos asociados a la flora y fauna del Pleistoceno.
En los veinte años que pasaron, desde que se descubrieron las piezas del gonfoterio y la ejecución del estudio desarrollado por la Universidad Austral, se pasó desde una situación de grandes expectativas a un total olvido, debido principalmente, a la falta de recursos humanos y financieros, para abordar un estudio más acabado del sitio Pilauco. Hasta que se presenta y aprueba por el Fondo Nacional de Desarrollo Regional (FNDR) la iniciativa denominada Investigación Paleontológica del Sitio Pilauco Bajo. La investigación se ejecutó entre los meses de noviembre de 2007 y marzo de 2008. Además, se encontraron una serie de instrumentos líticos que fueron estudiados. El 19 de abril de 2012 fue publicado un resumen preliminar en que se databan las muestras entre 12 000 a 14 600 años. A los investigadores, además les generó curiosidad la gran cantidad de talones puntiformes (el lugar donde se golpea el guijarro) que son propios de fases de elaboración más avanzadas, rasgos que pudieron ser confeccionados utilizando un percutor muy duro, que le permitió producir este tipo de rasgo tecnomorfológico. Asimismo, la presencia de láminas (fragmentos más largos que anchos) que debieron exigir a los habitantes del lugar un tipo de técnica extractiva específica.

## El Período Arcaico en Chile Central: los cazadores especializados (8000-600a.C.)

### Cazadores Recolectores Avanzados
Cazadores Recolectores Avanzados 6000 a. C. - 2500 a. C..

### El Cementerio más antiguo del país
Al hacer un camino en 1948 en el borde del cerro, se encontraron múltiples restos funerarios en Cuchipuy, a unos 7 km al sur de San Vicente.
En el año 1976, tras investigaciones realizadas por el Departamento de Antropología de la Universidad de Chile, quedó al descubierto el más antiguo de los cementerios del país, un lugar intensamente utilizado por estos grupos entre el 6000 y el 3700 a. C. Restos óseos humanos, correspondiente a más de cien individuos, fueron extraídos de cuatro niveles superpuestos, siendo el más profundo de ellos uno de los más antiguos de América, con una data del XI milenio a. C.

## Periodo Preagroalfarero

Distribución de los pueblos indígenas de Chile continental.

### Zona norte
Los primeros habitantes del territorio llegaron por el norte, y eran cazadores recolectores. Los primeros se desplazaron al parecer por las planicies andinas en búsqueda de animales, que se encontraban en las quebradas del desierto de Atacama.
Probablemente llegaron hacia el 13 000 a. C., siendo uno de los yacimientos más antiguos el de Ghachi, ubicado cerca de San Pedro de Atacama. Su técnica era primitiva, pues desconocían las puntas de proyectil, y su herramienta más usada era el hacha de mano.
Otro importante yacimiento, que marca un hito cultural, es Puripica, a 33 km al noreste de San Pedro de Atacama, apareciendo puntas de proyectiles en forma de hojas de sauce y laurel, fabricadas con basalto.
Un complejo más reciente es el complejo industrial de Tambillos, que es un sitio de caza, en donde se han encontrado muchas puntas de proyectiles y cuchillos, raspadores y perforadores.
La aparición de estos últimos yacimientos, por el 4000 AC, implica además un cambio en la dieta alimenticia, de grupos nómadas de cazadores, pasaron a tener mayor preponderancia la recolección de semillas y frutos. Probablemente afecto en esta evolución algunos cambios climáticos y movimientos de especies animales
Eso ocurre en la región altiplanica y precordillerana, en la región costera la preponderancia es de la actividad pesquera. Las más antiguas muestras de aquello son grandes conchales, en Arica, Pisagua, Taltal, Antofagasta y otros sitios.
La dedicación a la actividad pesquera trajo varios cambios, la pesca debió proporcionar mayor seguridad alimenticia, y las bandas se agrupaban en macrobandas, como lo demuestra la gran cantidad de conchales.
En Arica, destaca la presencia de la cultura Chinchorro, famosa por tener las momias más antiguas del mundo, demostrando que se alcanzó un alto nivel cultural.
En los valles transversales del Norte Chico se encuentra otras poblaciones, que estaban en vías de pasar al estado Agroalfarero como la Cultura Huentelauquén, ubicada en el valle del Choapa. Destaca esta cultura por la posesión de piezas líticas triangulares y polígonas, llamadas "cogged stones", y que se utilizaban para moler, revelando la existencia de un Horizonte de Piedras de Moler. Este artefacto solo es conocido en California y en Chile.
El paso en la zona norte del preagroalfarero al agroalfarero se dio por el éxito de la introducción de la agricultura, que triunfó en el área andina, valles, ríos y quebradas. En la costa un grupo seguía viviendo de la misma manera que sus antepasados hasta la conquista española, eran los Changos, que tenían una economía basada en productos marinos.

### Zona Central
El clima en la zona central, al ser más húmedo que en el norte, conspira contra la conservación de los restos prehistóricos. El resto más antiguo es el de Tagua Tagua, que está estimado por el 9000 a. C. La desertificación debió causar movimientos de animales, que obligaron al hombre a dirigirse a la costa, mezclándose con las culturas costeras del norte, lo que explicaría la aparición de numerosos conchales, como de La Raspa, de Las Ventanas y de Cáhuil.
El nivel cultural subió, y se encuentran herramientas como los choppers y chopping-tools, raspadores, lascas, etc., que han sido encontrados entre huesos de lobos de mar y aves, que también trabajaban para desprender los mariscos de las rocas.
No se sabe cuándo adoptaron la agricultura, pero seguramente vino del norte, por influencia de la cultura de Complejo El Molle, pues con ella estuvieron contacto, como lo atestiguan los objetos mollenses obtenidos en sus conchales. La cultura Molle devino en las culturas Bato y Molle.

### Zona sur
El clima se hace aún más húmedo en la Zona Sur y por eso no se han hallado muchos restos. Sin embargo es aquí donde se encontró el yacimiento más antiguo de todo el país. En Monte Verde, en las cercanías de Puerto Montt, y en Pilauco Bajo en Osorno, se hallaron restos datados en unos 14.000 a 14 800 años de antigüedad. Se trata de restos de viviendas, madera trabajada y alimentos de origen animal y vegetal, y herramientas líticas.
Entre Concepción y Valdivia solo se sabe de unos cuantos conchales que nos dicen muy poco. Tiene una industria lítica de cuarcita gris, con puntas de flecha dentadas y con barbas. Se desconoce si este complejo incluye un esbozo de industria alfarera, pero se cree que perduró hasta el periodo agroalfarero como modo de vida de pescadores y recolectores.
En Chiloé en cambio si se han encontrado conchales que entregan más información, en los cuales se encuentra una industria a base de guijarros conocidos como choppers, y una cerámica incipiente, en una fase superior. Se le da una data a estos instrumentos de unos 6000 años, constituyéndose en los más antiguos de su clase.

### Zona Austral
En este sector habitaron varios grupos nómades los cuales eran terrestres, se desplazaban por la tierra, o canoeros, lo hacían por el mar. En tiempos históricos, la primera tradición estaba representada por los selknam u onas y varias parcialidades aónikenk o tehuelches, y la segunda, por los yaganes o yámana y varias parcialidades alacalufes (entre ellos los kawésqar).
Los selk´nam habitaron la isla de Tierra del Fuego, donde se dedicaron a la caza del guanaco y zorros. Estaban acostumbrados a vivir en casas hechas de cuero animal, a vestir pieles y a practicar, con numerosas reuniones religiosas, mitos y leyendas, el animismo.
Los tehuelches vivían en las mesetas patagónicas. En Patagonia centro-meridional, correspondiendo en Chile a la Región de Aysén, destacaron por sus pinturas rupestres. Su actividad económica, religión y vivienda eran muy parecidas a las de la cultura anterior.
Los yámana ocupaban los archipiélagos fueguinos, desde el canal de Beagle al Cabo de Hornos. Su vida se desarrollaba al interior de canoas, dedicándose a pescar y cazar animales marinos. Estas pequeñas embarcaciones llevaban fuego encendido en su interior para protegerse del frío de alguna manera, ya que, al igual que el anterior andaban desnudos.
Los alacalufes poblaron los canales entre el Golfo de Penas y Tierra del Fuego. Estos grupos nómades, que pescaban y cazaban animales marinos, se protegían del frío con pieles de animales y con un sistema de fogatas en canoas, similar al del anterior. Al igual que las tres culturas que habitaron la zona eran animistas y se organizaban en bandas.

## Periodo Agroalfarero
La primera oleada agroalfarera llegada desde el Noroeste Argentino fue la Cultura Molle, la cual se mezclaron con los cazadores-recolectores locales para posteriormente dar origen a este pueblo.
Los primeros rastros de esta cultura se remontan a unos 10.000 a 8.000 a. C., en el área de Los Vilos, donde grupos de cazadores se movilizaban de una zona a otra en búsqueda de animales para su alimentación. Hacia el año 2.500 a. C., estos cazadores entran en contacto con otros grupos que ya manejan nociones de agricultura, y con el tiempo, comienza a establecerse una cultura agroalfarera en el Valle del Elqui, la cual lleva por nombre El Molle por el pueblo del mismo nombre que queda al este de la ciudad de La Serena.En las cercanías de Los Vilos, en Tilama se pueden ver petroglifos de esta cultura.
En Agua Amarilla se encontró un sitio arqueológico de esta época, definido por un conchal con restos malacológicos básicamente de un sistema litoral rocoso y cuatro enterratorios.
Los grupos agroalfareros de la zona fueron: Los aymaras, quienes viven en la zona norte Cordillera de los Andes; los atacameños, agricultores y ganaderos que se ubicaban en la II y parte de la III región; los diaguitas, habitantes de la IV región que se destacaron por su cerámicas en colores rojo, blanco y negro.
Los camanchacos que habitaban en la costa y eran pescadores, los coles que eran agricultores yungas y los collas que habitaban la sierra de la región.
El territorio hasta el río Maule formó parte del Collasuyo hasta la llegada de los españoles.

### Período Agroalfarero Temprano
Los primeros horticultores y ceramistas de Chile Central (800 a. C./600 a. C. – 900). En El Salvador en San Vicente de Tagua-Tagua se encontraron cerámicas Llolleo con data del 770.
Referente a la cultura Pitrén (ubicada entre el río Bío Bío y el lago Llanquihue), esta constituiría la primera expresión agroalfarera en el sur de Chile.

### Período Agroalfarero Intermedio Tardío
El Complejo Aconcagua en Chile Central (900 – 1470) La zona de Angostura fue en tiempos preincaicos, no solo un límite geográfico natural del territorio Aconcagua, sino una suerte de frontera cultural blanda con las poblaciones que habitaban al sur del Cachapoal (cuenca del Maule). Hacia el norte, el límite parece más preciso, no excediendo más allá del valle de Aconcagua.
La cerámica del Valle de Tagua Tagua tiene clara influencia de la Cultura Aconcagua. Son numerosos los hallazgos ocasionales de este período, hechos en nuestra región desde las primeras décadas del siglo veinte, en lugares como Codegua, Coinco, Pelequén, Guaico, Palmilla, Ligüeimo, Peralillo. En su mayoría corresponden a cerámicos decorados.
Desde esta época, en la que se vivía en conjuntos pequeños de casas construidas de quincha con techos de paja, junto a acueductos destinados a sostener una horticultura bien cimentada, en cultivos de porotos, maíz, quínoa, calabazas y zapallo. Las casas de Quincha aún se construyen en la actualidad, y aún se pueden ver como casa en Requehua, Rastrojos o El Tambo.

#### Complejo El Vergel
El Complejo El Vergel es una cultura del Período agroalfarero temprano de Chile.
El Vergel aparece entre el 1100 d. C. y 1500 d. C., entre Angol y la Zona de Huilío, inmediatamente al sur de Toltén. A esta nueva forma cultural se la reconoce como complejo Vergel, el cual se establece sobre Pitrén, lo que se manifiesta claramente en los contextos funerarios de carácter cerámico.

### Período Agroalfarero Tardío: El inca en Chile central (1470–1536)
Una de las más tempranas acciones de conquista realizadas por los incas cuando arribaron al primer valle de Chile Central –el del río Aconcagua, importante por sus riquezas, demografía y ubicación estratégica- fue organizar a la población bajo un sistema de organización política dual, como aquella imperante en gran parte del área Andina prehispánica. Seguramente, aprovecharon las estructuras sociales y realidad política preexistente de las gentes representadas por el complejo Aconcagua.
La invasión inca avanzó hasta la ribera norte del río Maule y asentaron en la zona varios tambos y al menos un pucará situado en la cima del cerro La Muralla. Ubicado en la estratégica cima del cerro la muralla, tenía a su lado sur la laguna de Santa Inés (la laguna de Tagua Tagua). Se presume que esta fortaleza fue usada como punto de observación o cuartel de defensa, ya que desde allí se domina tanto el valle norte, como la cuenca sur que daba a la laguna de Tagua Tagua.
En la cima del cerro, las murallas en su trazado dibujan un águila en vuelo. Tiene tres murallas defensivas y dos sectores con viviendas. Se ha encontrado abundante cerámica y piedras tacitas. A 100 m de su primera muralla, se encuentra una explanada, que, al parecer sirvió como campo de cultivos. Las evidencias hacen suponer que esta construcción fue efectuada por los incas, debido al trabajo de la piedra en bloques, la dimensión de los recintos y las estructuras en forma de terraza de algunos sectores.
Claudio Gay ya describió su ascenso al cerro la Muralla, que en esos entonces se llamaba del inca y la fortaleza. Varias otras evidencias incas distribuidas entre Angostura y el norte del Maule, como en Rengo, Coinco, Doñihue y el pucará del cerro La Muralla, en Tagua Tagua, se suman al contexto de la huaca de Chena y del pucará de La Compañía, para demostrar una suerte de sistema administrativo y defensivo de carácter regional.

#### Camino del inca
El «Camino del inca» o capac ñan era la columna vertebral del Estado inca, a través del cual controlaban y administraban su extenso imperio. Por él recorrían las noticias, los ejércitos de conquista y los recursos económicos necesarios. Se han encontrado registros de estas redes viales principalmente al norte de la cuenca del río Mapocho y en el valle superior del Aconcagua.
El camino del Inca en Chile es un sistema de carreteras incrustadas en un paisaje único debido a las condiciones extremas en términos de aridez y altitud, lo que demuestra la voluntad y la necesidad del inca de ampliar sus tierras motivado, en el caso de Chile, por los recursos minerales, como se destaca por el gran número de redes de carreteras y sitios arqueológicos asociados con la minería en las regiones de Arica y Parinacota, Tarapacá, Antofagasta y Atacama. El inca logró esta hazaña en un territorio inhóspito en virtud de los intercambios que mantuvo con las comunidades locales quienes transmitieron sus conocimientos ancestrales necesarios para dominar y cruzar el desierto más seco del mundo: el desierto de Atacama.
En 2000, otras investigaciones realizadas destacaron que “los incas nombraron un gobernador en Aconcagua llamado Quilicanta, el cual habría tenido a su cargo “gente de guarnición” y colocaron otro en la cuenca de Santiago llamado Butacura, a cargo de “gente de presidio”.
Las crónicas españolas mencionan que el Camino del inca llegaba por dos vías distintas a los extramuros de Santiago. Existían dos variantes del “Camino del inca” que se desprendían del valle de Aconcagua adonde llegaban desde Alicahue y Putaendo, para juntarse nuevamente en las cercanías del cerro San Cristóbal. En el mismo lugar donde los europeos instalaron su Plaza Mayor, la plaza de armas, hay escritos que nombran un “tambo” gigante, característico de los indígenas.:

##### Caminos del Inca en el Valle del Mapocho
1. el Cordillerano por Huechuraba, seguramente el ramal transversal que venía por Andacollo-Salamanca-Alicahue-Los Andes (donde entroncaba con otro ramal que llegaba desde el otro lado de la cordillera, en la provincia de Cuyo)-Chacabuco-Colina-Chicureo, siguiendo el eje que posteriormente usarían españoles y chilenos para crear la avenida Independencia, la Calle Puente, la Plaza de Armas, la Calle Ahumada, la calle Arturo Prat, y la Gran Avenida hacia el sur.En la calle catedral con la calle Puente se unían los caminos del Inca costero y cordillerano. En la zona probablemente había un gran Tambo usado por Pedro de Valdivia para sus primeros cabildo.Este tenía dos variantes desde Chacabuco:[49]
  1. El Camino antiguo del Inga que seguía los faldones precordilleranos
  2. El Camino nuevo del Inga que seguía un trazo directo entre Chacabuco y Huechuraba
2. el Costero: El Valle del Aconcagua era el centro de la actividad central en el Collasuyu, en la que las tropas incas se desplazaban. Era llamado el Camino de los Polleros haciendo alusión a que las tropas incas usaban trajes adornados con flores de Puya. Este unía el pucará del Cerro Mauco, con el mitimae de Quillota, centro de la actividad inca de Aconcagua. De ahí salía hacia el sur por Lo Orozco llegando a los lavaderos de oro de Las Dichas siguiendo por las cercanías de Casablanca (Chile) hacía las termas de Las Dichas, pasando hacia Lo Abarca en las cercanías de Cartagena, en donde se encontraba con las riberas del Río Maipo, cuyas riberas seguía hasta la confluencia con el Mapocho en donde se encontraba el Mitimae de Tala Canta Ilabe (el actual Talagante). Equidistante entre ambos ríos, entraba en el Valle de Santiago siguiendo el camino actual entre Santiago y Melipilla hasta unirse con el cordillerano en la Plaza de Armas, en el Gran Tambo y en el Templo del Sol.[50][51]

Desde la Plaza de Armas de Santiago, el Camino del inca partía en dos direcciones:
1. Hacia el sur, desde el río Maipo al Cachapoal, su trazado solo se ha podido inferir conectando los restos de varios centros administrativos y fortalezas inca, con antiguos caminos coloniales que los habrían reutilizado, junto al registro en crónicas españolas de “puentes del inca” sobre los principales ríos de estos valles. También se han localizados restos de algunos tambos o posadas camineras construidas a la vera de los caminos, que consistían de unos pocos recintos rectangulares con muros de piedra canteada abiertos a un patio central. El más cercano a San Vicente es precisamente la localidad de El Tambo desde el Tambo de Malloa. El Pucará del Cerro La Muralla es la estructura inca más austral conservada. Otra fortaleza preservada es el Pucará de La Compañía que está 40 km al noreste del anterior. La toponimia quechua llega hasta el Río Tinguiririca y Hualañé, 200 kilómetros al sur del Pucará de Cerro La Muralla.
2. Hacia el este, en lo que se llamaba el Camino de las Minas siguiendo la ribera sur del río Mapocho. Había un tambo en la bifurcación de Avenida Las Condes y el Camino a Farellones. En el kilómetro 16 de esta vía se encuentra la confluencia entre los ríos San Francisco y Molina, formando el río Mapocho.
  1. Aguas arriba del río San Francisco se encontraba otro tambo, en lo que actualmente es Corral Quemado. Siguiendo el Estero Yerba Loca se encontraba el último Tambo antes de ascender al Cerro El Plomo considerado Apu (divinidad) por los Incas, en los que se desarrollaba la ceremonia de Capac Cocha, de la que la momia presente en su cima es un vívido recuerdo.
  2. Aguas arriba del río Molina se encuentra un tambo en el Cerro el Cepo[52]

##### Camino de los polleros

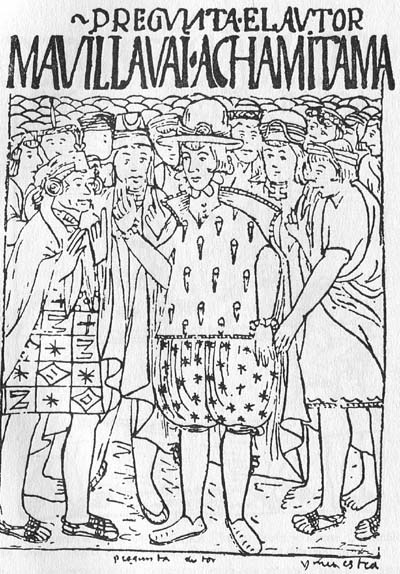
Autorretrato de Felipe Guamán Poma de Ayala, que está tomando las relaciones y leyendas de los indios antiguos, que por sus tocados se distinguen como procedentes de varias provincias y de varios rangos.

En Casablanca, el tramo del Camino del Inca que cruza el estero en Las Dichas, se ha conservado con el nombre de Camino de los Polleros —derivándose este de la pulla o capetín (Zephyranthes párvula Killip)—, que usaban los soldados incaicos y que se encuentra representado en el dibujo de Huamán Poma de Ayala en que se presentan soldados incaicos frente a guerreros araucanos. Acá se hacían los transportes de los abastecimientos a la frontera, el camino se ensanchaba, y los españoles lo pudieron usar como Camino de las Carretas entre Santiago y Valparaíso. Pasaba a unos 10 km. aguas abajo del actual pueblo de Casablanca, y sólo más tarde fue trasladado a su trazado actual.

"Cortas memorias han permanecido en Chile de esta calzada; mas, en el camino que va del valle de Aconcagua, se ven muchas casas y paredes de trincheras de piedras toscas, donde se alojaban los corredores y capitanes del inca... Las casas son muchas." 
Diego Rosales Historia General del Reino de Chile, Flandes Indiano 

El trazado del Camino de los Polleros por Las Dichas no obedecía únicamente al propósito de hacerlo pasar por los lavaderos de oro allí existentes, sino también al de tener cómodo acceso a las termas Porvenir, situadas un poco más abajo, en el mismo valle, pues es sabido que los incas tenían por ellas la misma afición que los romanos.

##### Trazado por la vertiente oriental de la Cordillera de la Costa
El camino inca costero seguía posteriormente por Lagunillas, Lo Abarca, Lo Zárate, hasta el Río Maipo. Ahí seguía aguas arriba dicho río por su ribera norte pasando por Cuncumén, en donde en 1984 se descubrieron restos de esta red vial. Llegaba al Mitimae de Talagante en donde nuevamente seguía la ribera sur del río Mapocho hasta Carén, en donde viraba siguiendo el trazado de la Avenida San Pablo actual hasta entrar por la calle Catedral a la Plaza de Armas de Santiago.

##### Trazado a través del Valle de Santiago
Los caminos ancestrales que se mencionan en los estudios de Stehberg y Sotomayor, correspondientes a los que siguen y que fueron adoptados después por los hispanos:
1. Camino del Vado del Mapocho al "Puente Nuevo" del río Maipo  : trazado en tiempos mapuches por calle Puente y Ahumada hacia el Sur, doblando al oriente por La Cañada (Alameda) y luego al Sur otra vez por la calle Santa Rosa, construyendo al final un nuevo puente para cruzar el río Maipo al poniente del río Clarillo. Éste permitía cruzar el Maipo, salvo en la época de invierno.

1. Camino del Vado del Mapocho por calle Independencia al "Puente Viejo" del río Maipo: posteriormente, los incas habrían comenzado a usar el camino del Vado del Mapocho por la actual calle Puente y Ahumada también girando al oriente por La Cañada pero hasta el Cerro Huelén, doblando hacia el Sur por calle Carmen probablemente hasta el "Puente Viejo" que habían hecho los mismos incas al oriente de la desembocadura del río Clarillo, lo que facilitaba cruzar el río Maipo en cualquier época del año.

1. Camino del Vado del río Mapocho por Independencia directo al Vado del río Maipo(Camino de Tango): se presume la existencia de un camino coincidente con el Eje Norte-Sur y el Qapaq Ñan, trazado sobre un antiguo camino mapuche adoptado y mejorado después por los incas, y que iba por la actual calle Independencia, cruzaba el río Mapocho, seguía por calle Bandera, San Diego y Gran Avenida pasando 3 km al oriente de la Huaca de Cerro Chena  hasta atravesar el Vado del río Maipo, utilizable sólo en épocas estivales. Sólo este camino de los tres se conserva funcional, todavía en nuestra época.

#### Ciudad inca bajo Santiago de Chile
Santiago de Chile habría sido fundada sobre un centro administrativo inca, el más austral de ese Imperio, de acuerdo a lo postulado en una publicación de una investigación del Museo Nacional de Historia Natural divulgada en enero de 2013 en su boletín mensual. Realizado por el arqueólogo Rubén Stehberg y el historiador Gonzalo Sotomayor, el estudio postula que Santiago habría sido un importante centro administrativo y ceremonial del Imperio del Tawantinsuyu y que el camino del inca llegaba hasta la Plaza de Armas.

Habría existido un centro urbano Tawantinsuyu, bajo el casco antiguo de la ciudad de Santiago, desde el cual salían caminos incaicos en distintas direcciones y cuya base de sustentación fue la hidroagricultura y la minería de oro y plata [...,] la infraestructura de esta instalación habría sido aprovechada por [el conquistador español] Pedro de Valdivia para fundar la ciudad de Santiago.
Rubén Stehberg

El investigador Rubén Stehberg del Museo y Gonzalo Sotomayor de la Universidad Andrés Bello reunieron las evidencias de las investigaciones presentadas en 1976, más documentos históricos; y a esto agregaron nuevas evidencias con las cuales postulan de que bajo la ciudad del casco viejo de Santiago se encontraría un asentamiento inca en los cursos medios de los ríos Mapocho y Maipo. La ocupación contaba con reyes y autoridades a lo largo de los valles hasta llegar a Mapocho, pero éstos habrían sido muertos durante la conquista de Diego de Almagro. La ciudad inca del Mapocho se la comparaba, según escritos demostrados en el estudio, como otra versión de Cuzco, un lugar en que prosperaba la minería y la agricultura. De ello postulan entonces que Pedro de Valdivia realmente no fundó Santiago, sino que viajó directamente a poblarla y tomar posesión de la ciudad.
Según el cronista Gerónimo de Bibar, Valdivia tenía la intención de “…poblar un pueblo como el Cuzco a las riberas del río nombrado Mapocho y que fuesen allá a darle obediencia”. En esta y otras citas similares, se evidencia que el pueblo existía y era como un Cuzco, es decir como una capital provincial.
Hasta ahora, la historia ha señalado que Pedro de Valdivia fundó Santiago el 12 de febrero de 1541 y que en el lugar había algunos pocos mapuches y una escasa organización. Sin embargo, estas nuevas investigaciones dan fuerza a la teoría de que lo que ahora es el centro de Santiago podría haber sido un importante centro administrativo y ceremonial del Imperio inca.

En ese antiguo "Santiago incaico" había un "tambo mayor" que fue usado por Pedro de Valdivia para albergar los primeros cabildos y que correspondería a donde hoy está la Municipalidad. Pero también había otros edificios administrativos y casas de mamaconas, mujeres dedicadas al culto al sol.
Gonzalo Sotomayor

Una contradicción a esta versión es que Valdivia colocó Santa Lucía al cerro de la ciudad en honor a la santa del día. Pero el día de Santa Lucía es el 13 de diciembre, no el 12 de febrero.
En el año 2000 otras investigaciones realizadas destacaron que “los incas nombraron un gobernador en Aconcagua llamado Quilicanta, el cual habría tenido a su cargo “gente de guarnición” y colocaron otro en la cuenca de Santiago llamado Vitacura, a cargo de “gente de presidio” Según el estudio existían dos variantes del “camino del Inca” que se desprendían del valle de Aconcagua para juntarse nuevamente en las cercanías del cerro San Cristóbal. En el mismo lugar donde los europeos instalaron su Plaza Mayor, la plaza de armas, hay escritos que nombran un “tambo” gigante, característico de los indígenas. Además se menciona que había un puente colgante en el río Maipo. Evidencias de arqueología se encontraron bajo algunos metros de la superficie mientras analizaban la mitad sur de la cuenca del río Mapocho.
De acuerdo a lo observado por Stehberg y Sotomayor, los vestigios arqueológicos señalan la existencia del antiguo asentamiento incásico en Santiago, con influencias de las culturas diaguitas y Aconcagua. Se habría tratado, acaso, de una ciudadela o pequeño establecimiento de carácter agrícola muy ajeno al de las culturas locales hortícolas y cazadoras-recolectoras que había antes, las que mantenían un modus vivendi más bien disperso y falto de cohesión administrativa. De hecho, el del Valle del Mapocho pudo haber sido el único establecimiento de este tipo en unos 500 km a la redonda.

La información histórica, arqueológica y geográfica disponible coincide en señalar que entre el cerro Huelén por el oriente, los dos cauces del río Mapocho por el norte y sur, respectivamente y en algún punto intermedio entre las actuales calles Bandera y Brasil, por el poniente, se emplazó un importante centro urbano Tawantinsuyu. El conjunto arquitectónico se organizaba en torno a una gran plaza que, según la información arqueológica y etnohistórica disponible, se emplazó exactamente en el lugar donde Pedro de Valdivia fundó la suya.
Rubén Stehberg.

#### Cementerio inca enQuinta Normal
El 12 de agosto de 2010 llegaron al Museo Nacional de Historia Natural las últimas piezas del cementerio inca que se encontró durante la excavación de la estación de metro Quinta Normal. El sitio tenía tal cantidad de hallazgos, que el museo destinó un depósito completo para guardar las muestras.

Los restos humanos nos dan pistas sobre la dieta y salud de las comunidades indígenas. Se encontraron vasijas con ofrendas de quínoa y porotos. Este consumo fuerte de carbohidratos generó que muchos individuos presentaran caries que debieron causarles fuertes dolores.
 Cristián Becker, arqueólogo del museo

#### Cementerio inca en Quebrada de Ramón
El Cementerio de Indios (Quebrada de Ramón) se localiza en el curso medio de esta quebrada, a unos 1000 m al sur-oriente del primer salto de agua, pasado los Faviones, sobre una meseta de altura de 1900 m s. n. m., que domina el valle del Mapocho. Se emplaza entre el arroyo que viene del norte y origina al salto de agua y el estero de Ramón que viene del oriente. En el lugar existen cuatro estructuras de piedra cuadrangulares, aisladas, bastante destruidas y con evidencia de saqueo. Están construidas en técnica de doble muro de 0,80 m con un espacio relleno de tierra interior, siguiendo el patrón arquitectónico inca-provincial. Las piedras están sin cantear, son del mismo cerro, pero se han elegido piedras de forma paralelepípedas y se ha dispuesto la cara más plana hacia el exterior. El muro posee un relleno de piedras y barro. Los muros conservan el cimiento y una sola hilada. Las estructuras se emplazaron a cinco y ocho m de distancia al oriente del término del planalto. Por otro lado, existe información documental que señala que las aguas de esta quebrada sirvieron para alimentar un canal incaico que regaba las tierras del tambo de Macul, tierras del cacique Martín.

#### Momia en cerro El Plomo
Unos pirquineros que iban tras la búsqueda de una huella de plata encontraron, a 5400 metros de altura sobre el cerro El Plomo (sector nororiente de la cordillera santiaguina), el cuerpo congelado de un niño inca de unos ocho años.

"Es un cuerpo de 500 años, perfectamente conservado. Fue depositado dormido en una fosa como ofrenda al sol. A nivel mundial esos hallazgos son muy escasos y valiosos, porque es como una instantánea que muestra cómo era el mundo en esa época"
Cristián Becker, arqueólogo del Museo de Historia Natural, donde el cuerpo permanece en una vitrina refrigerada.

#### La Huaca de Chena
Durante mucho tiempo se creyó que la edificación en piedra que se encuentra en estado de deterioro sobre el cerro Chena, entre San Bernardo y Calera de Tango, era un pucará. Fue descubierta en 1959 por un hombre que andaba a caballo por su latifundio y recién en 1976 un estudiante hizo su tesis en el sitio y consiguió fondos de la Unesco para crear un parque arqueológico. Recientemente se descubrió que era una Huaca.
´

Lamentablemente nunca hubo mantención. La gente hace fogatas con las piedras y raya los muros. Hay un proyecto multisectorial para recuperarlo, pero avanza a paso de tortuga.
Arqueóloga Catherine Westfall

### El país Promaucae
La denominación Promaucaes proviene del Quechua (del quechua: puruma auca ‘gente salvaje o gente de tierra virgén’).
La interacción entre los Incas y los Promaucaes se nota por algunos préstamos tecnológicos como herramientas agrícolas, técnicas textiles y metalúrgicas, decoración de algunos tipos cerámicos y en ciertos aspectos de su organización laboral, como el mingaco que practican los actuales mapuche, llamado en quechua minga, el uso del quipu, un instrumento de contabilidad Inka basado en cuerdas con nudos, utilizado por los mapuches para el registro de información numérica muy sencilla en el contexto de sus estrategias guerreras. De la misma manera, las huellas de estos y otros préstamos culturales Inka se manifiestan hasta el día de hoy en los innumerables vocablos de origen quechua presentes en la lengua mapudungún.
Esta aparente contradicción entre lo consignado por los españoles y la información documental y arqueológica manejada por investigadores actuales, respecto al grado de desarrollo alcanzado por los indígenas promaucaes, podría explicarse como una forma de estrategia de subsistencia y resistencia adoptada por éstos frente a los invasores incas, que en momentos de peligro les obligó a abandonar sus lugares de asentamiento para huir a los montes y «pucaráes» manteniéndose fundamentalmente de la recolección de frutos y semillas silvestres.
Durante el siglo XVII la denominación promaucae y la provincia de promaucaes va perdiendo fuerza, las referencias son casi inexistentes, y se asocian a la delimitación de un territorio («en 1607 se señala a los promaucaes en una merced de tierras concedida entre Rapel y Legueymo»), a la existencia de caminos (en 1611 se hace mención al «camino que va a los pormocaes») y «al partido de los promaucaes» en 1625.

«Los indios promaucaes es una gente que está cien millas antes del estado (de Arauco).
brava, soberbia, próspera y valiente,que bien los españoles la han probado…»
 Alonso de Ercilla y Zúñiga en el poema «La Araucana», Canto I (Ercilla, 1569)

#### Piedras tacitas de Cerro Blanco

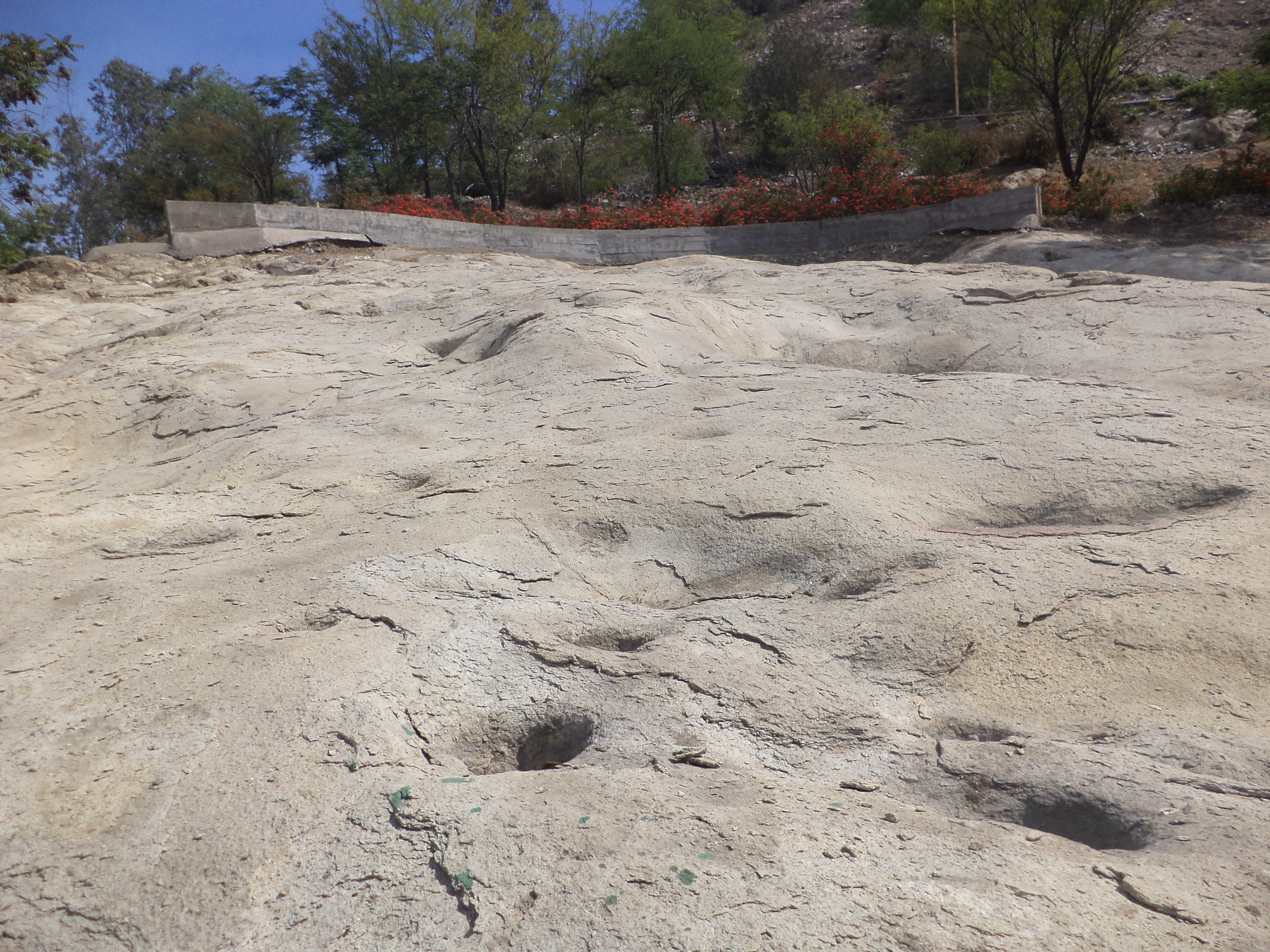
Piedras tacitas

Sobre las faldas del Cerro Blanco, en Recoleta, separadas de la calle apenas por una reja, está el único sitio arqueológico monumental visible de Santiago, aunque pocos conocen su existencia. Son grandes rocas blancas, con alrededor de 130 hendiduras con forma de "tacitas", que los picunches del 1500 utilizaban como morteros para moler semillas de peumo y realizar ritos ceremoniales. Al estar bajo una pendiente, también pudieron ser utilizados como recolectores de aguas lluvia. Algunas agrupaciones mapuches de Santiago consideran este sitio de interés ceremonial para ellos y realizan sus rituales en Cerro Blanco.

### Pueblo mapuche
En este periodo los habitantes de esta zona fueron tres grupos considerables, unidos por una lengua, el mapudungún. Estos grupos son conocidos como picunches (gente del norte), mapuches (gente de la tierra) y huilliches (gente del sur).
Los primeros se ubicaban entre el río Aconcagua e Itata, recibiendo por esto el nombre de "Aconcaguas". Recibieron la influencia del Imperio inca, provocando el desarrollo de la agricultura del maíz. También se dedicaron a la alfarería y ganadería. Su organización política y social consistía en una organización dual.
Los segundos, se ubicaban en la VIII, IX y parte de la X región de Chile, y fueron agricultores, cazadores y ganaderos. Los mapuches eran bastante organizados, tenían una agrupación familiar con un jefe, llamada lof o levo, el conjunto de éstas se llamaba rehue, el cual se reunía solo para ocasiones especiales.
Los terceros vivían entre el río Toltén y el seno de Reloncaví. Se dedicaron a la caza, agricultura y cerámicas. Algunos participantes de este grupo se juntaron con los chonos, formando el pueblo de los cuncos.

### Contacto con Polinesia

#### Poblamiento polinesico de Isla de Pascua
De acuerdo a la información del Museo antropólogico de Isla de Pascua hay 3 etapas de poblamiento de la Isla de Pascua:
1. Poblamiento temprano:Poblamiento entre el 400 y 800  ,, en que construyen los centros ceremoniales ahu con o sin moái.[73][74]
2. Fase ahu moai:Del 800 a 1680  , en que empiezan los conflictos entre linajes y el culto al tangata manu u hombre pájaro[73][74] y,
3. Fase huri moai:  Desde 1680 hasta la llegada de europeos.[73][74]

Esto es coherente con los estudios antropológicos, arqueológicos, genéticos y lingüísticos. Hacia 1200 comienza la etapa de mayor refinamiento de los ahu. Sigue mucha discusión respecto de fechas pero que Hotu Matua haya llegado el 1200 no parece estar acorde a lo que se sabe hasta ahora.

#### Llegada de polinésicos a Chile
En 2007 aparecieron restos de gallina polinesia en el golfo de Arauco, cuyo ADN demostró ser de entre 1304 y 1424 d. C.. Estos huesos probarían que navegantes de Oceanía –que habrían traído las gallinas– pudieron haber tenido contacto con América antes que los españoles. Resulta llamativo que el análisis genético de los huesos sea igual a los de la isla de Tonga y no a los de Rapa Nui que están más cercanos
Los resultados de la investigación fueron publicados en junio de 2007 en Proceedings of the National Academy of Science y divulgados por The New York Times.

Las corrientes marinas y los vientos del oeste durante el fenómeno de El Niño apuntan directamente al territorio mapuche. Para los propios polinesios, esos largos viajes no solo fueron posibles, sino que están registrados en su tradición oral”.
José Miguel Ramírez, director del Centro de Estudios Rapa Nui de la Universidad de Valparaíso

Resulta llamativo que el análisis genético de los huesos sea igual a los de la isla Tonga y no a los de Rapa Nui que están más cercanos.

##### Isla Mocha
Otros indicios que prueban la colonización polinesia de la Araucanía son 6 cráneos encontrados en la isla Mocha con la típica forma polinesia pentagonal del cráneo y por la forma de la mandíbula.
Los resultados de la investigación fueron publicados en junio de 2007 en Proceedings of the National Academy of Science y divulgados por The New York Times.

##### Tunquén
Evidencias de mestizaje entre exploradores polinésicos y mujeres nativas del litoral central, datadas entre el siglo X y XII fue el resultado del rescate arqueológico efectuado en Tunquén en enero de 2017.

“Se trata de una docena de esqueletos de hace mil años atrás, que se encontraban en muy buen estado. Presentaban los mismos rasgos morfológicos de los restos arqueológicos encontrados en 1990 y años posteriores, en Isla Mocha, al sur de Concepción. Algunos de los cuerpos presentaban todos o algunos de los 3 rasgos morfológicos que caracterizan el fenotipo polinésico: mandíbula con base curva (“rocker jaw”), cráneo de forma pentagonal, y la forma oval del orificio de la cabeza del fémur que conecta los ligamentos a la cadera”
José Miguel Ramírez,investigador del Centro de Estudios Avanzados (CEA) de la Universidad de Playa Ancha